# Нойперт, Эдмунд
Эдмунд Нейперт (норв. Edmund Neupert; 1 апреля 1842, Кристиания — 22 июня 1888, Нью-Йорк) — норвежский пианист немецкого происхождения.
Сын Германа Вильгельма Нейперта из Шлезвига, открывшего в Христиании музыкальный магазин. Начал учиться музыке у своего отца, а в 15 лет отправился для завершения образования в Берлин, где учился у Теодора Куллака и Фридриха Киля. В 1864 г. с успехом дебютировал в Берлине как концертирующий пианист, в 1866—1868 гг. преподавал в Консерватории Штерна, затем в Копенгагенской консерватории, где среди его учеников были Людвиг Шитте и Август Хюллестед. 3 апреля 1869 года в Копенгагене впервые исполнил Концерт для фортепиано с оркестром Эдварда Грига (в дальнейшем Григ посвятил Нойперту вторую редакцию концерта).
В 1881 г. по приглашению Николая Рубинштейна занял пост профессора фортепиано в Московской консерватории. В 1883 г. перебрался в США и обосновался в Нью-Йорке. Совершив продолжительный гастрольный тур по США, организованный импресарио Максом Стракошем, в последние годы полностью сосредоточился на преподавательской деятельности.
Композиторское наследие Нойперта составляют два с половиной десятка опусов, включающих технически виртуозные этюды, преимущественно педагогического назначения.
При известии о смерти Нойперта Бьёрнстьерне Бьёрнсон написал стихотворение «Syng mig hjem» на музыку одного из его этюдов.